# Friedrich Honna
Friedrich Honna (* 9. November 1885 als Friedrich Heuer in Deutschland; † 1. Januar 1964 in Wolfsburg) war ein deutscher Sänger, Theaterregisseur und Schauspieler bei Bühne und Film.

## Leben

### Am Theater
Über Honnas Herkunft und frühen Jahre ist derzeit nichts bekannt. Nach dem Ersten Weltkrieg ist er an Bühnen in der deutschen Provinz nachzuweisen, so zu Beginn der 1920er Jahre als Schauspieler und Sänger in Kattowitz und gegen Ende desselben Jahrzehnts als Schauspieler und Regisseur in Halberstadt. 1932 folgte Honna einem Ruf von Heinz Hilpert in die Hauptstadt und wurde Ensemblemitglied der Volksbühne Berlin. Bereits in der ersten Spielzeit unmittelbar vor Adolf Hitlers Machtantritt waren renommierte Kollegen wie Käthe Dorsch, Paul Dahlke, Paul Verhoeven und die junge Brigitte Horney seine Spielpartner. Honna blieb bis zur Schließung aller deutschen Bühnen im Sommer 1944 der Volksbühne verbunden und trat dort in so verschiedenartigen Stücken wie Die Kreuzelschreiber, Die Pfingstorgel, Datterich und Die versunkene Glocke auf. Gleich nach Kriegsende verpflichtete Karl Heinz Martin Honna an das von ihm bis zu seinem Tod geleitete Hebbel-Theater. Honna blieb an dieser Berliner Bühne bis 1951. Seitdem band er sich nicht mehr fest an ein Theater, sondern ging stattdessen auf deutschlandweite Tourneen. Das Gros der Nachkriegsjahre residierte Friedrich Honna an Berlins Kottbuser Damm; er starb am Neujahrstag 1964 in der Autostadt Wolfsburg.

### Beim Film
Seit seiner Ankunft in Berlin 1932 bis zum Jahr 1951 war Friedrich Honna eine häufig besetzte Charge im reichs- wie ostdeutschen Film. Stets spielte er einfache Männer aus dem Volke wie den Elefantenwirt in seinem von Gustaf Gründgens inszenierten Leinwanddebüt Eine Stadt steht kopf. So war Honna in den folgenden zwei Jahrzehnten ein Hausmeister in Liebelei, ein Taxichauffeur in Der Polizeibericht meldet…, an der Seite von Heinz Rühmann ein Koch in Die Finanzen des Großherzogs und ein Bäckermeister in Die Umwege des schönen Karl, ein Sattlermeister in Der Kleinstadtpoet, zwei Chargen in Zarah Leanders Der Weg ins Freie und Damals, ein Lakai in Karneval der Liebe, ein Dienstmann in Rühmanns Inszenierung Der Engel mit dem Saitenspiel sowie bei der DEFA ein Budenbesitzer in Unser täglich Brot und der Otto Lehmke in Falk Harnacks Das Beil von Wandsbek, Honnas letzter Film.

## Filmografie
- 1932: Eine Stadt steht kopf
- 1933: Liebelei
- 1933: Die Finanzen des Großherzogs
- 1934: Der Polizeibericht meldet …
- 1937: Die Umwege des schönen Karl
- 1939: Die Hochzeitsreise
- 1939: Die gute Sieben
- 1940: Bal paré
- 1940: Für die Katz
- 1940: Das leichte Mädchen
- 1940: Der Kleinstadtpoet
- 1941: Der Weg ins Freie
- 1942: Damals
- 1942: Karneval der Liebe
- 1944: Seinerzeit zu meiner Zeit
- 1944: Der Engel mit dem Saitenspiel
- 1949: Man spielt nicht mit der Liebe
- 1949: Unser täglich Brot
- 1949: Der Biberpelz
- 1950: Das kalte Herz
- 1951: Das Beil von Wandsbek